# صوفي ريبينج
صوفي أماليا ريبينج (بالسويدية: Sofie Ribbing)‏ (6 مارس 1835 - 7 ديسمبر 1894) رسامة سويدية من مدرسة دوسلدورف. كانت متخصصة في صور ومشاهد النوع، والتي غالبا ما تناسب محيط الأسرة.

## السيرة الشخصية
ولدت في أدلويف في مقاطعة يونشوبينغ، السويد. كانت ابنة كل من بير أرفيد ريبينج وكارولينا أوغستا إهرنكرونا. كان والدها رئيس المحكمة المحلية (هارادشوفدينغ). عندما كانت في الرابعة من عمرها، انتقلت عائلتها إلى هاكارب باريش، بالقرب من يونشوبينغ. ابتداءً من عام 1850، درست في الأكاديمية الملكية السويدية للفنون الجميلة، ثم انتقلت إلى مدرسه هنر دوسلدورف ‏، حيث درست مع كارل فرديناند سون ‏، الذي أصبح لاحقًا رئيس الأكاديمية. 
ذهبت بعدها إلى باريس حيث وجدت موقعًا في في أحد الاستوديوهات ‏، ثم واصلت دراستها في بروكسل مع الرسام والنقاش لويس غاليت. وفي ستينيات القرن التاسع عشر، أصبح لديها استوديو في كوبنهاغن. في عام 1866، وتحت رعاية غاليت، أقامت أول عرض لها في صالون بروكسل. في نفس العام، حققت عرضًا ناجحًا في ستوكهولم في المعرض الصناعي ‏. قامت في وقت لاحق بزيارات مطولة إلى لندن، حيث أقامت معارض في عامي 1872 و 1888، ولاهاي. كما قضت بعض الوقت في روما مع صديقتها الرسامة أغنيس بورجيسون. لم تتزوج قط. توفيت خلال عام 1894 في كريستيانيا أثناء زيارة النرويج. 
يمكن رؤية أعمالها في المتحف الوطني لسويدي  ومتحف غوتنبرغ للفنون  والمعرض الوطني للنرويج. في عام 2016، اختار مجلس التراث الوطني السويدي لوحتها الأولاد يرسمون (1864) كأحد الأعمال التي ستمثل السويد في مهرجان أوروبييانا 280؛ احتفال بالتراث الفني المشترك لأوروبا. 

## روابط خارجية
- Sophie Amalia Ribbing Svenskt kvinnobiografiskt lexikon
- Sofie Amalia Ribbing Nordisk Familjebok